# Dick Maas
Dick Herman Willem Maas (Heemstede, 15 aprile 1951) è un regista, sceneggiatore, produttore cinematografico e compositore olandese.

## Filmografia

### Regista

#### Cinema
- L'ascensore (De Lift) (1983)
- Arrivano i Flodder (Flodder) (1986)
- Amsterdamned (1988)
- Flodder in Amerika! (1992)
- Flodder 3 (1995)
- Do Not Disturb - Non disturbare (Do Not Disturb) (1999)
- Down - Discesa infernale (Down) (2001)
- Moordwijven (2007)
- Sint (2010)
- Quiz (2012)
- Prey - La preda (Prooi) (2016)

#### Televisione
- Le avventure del giovane Indiana Jones (The Young Indiana Jones Chronicles) - serie TV, 1 episodio (1993)